# Dowództwo Marynarki Wojennej

Flaga Dowódcy MW

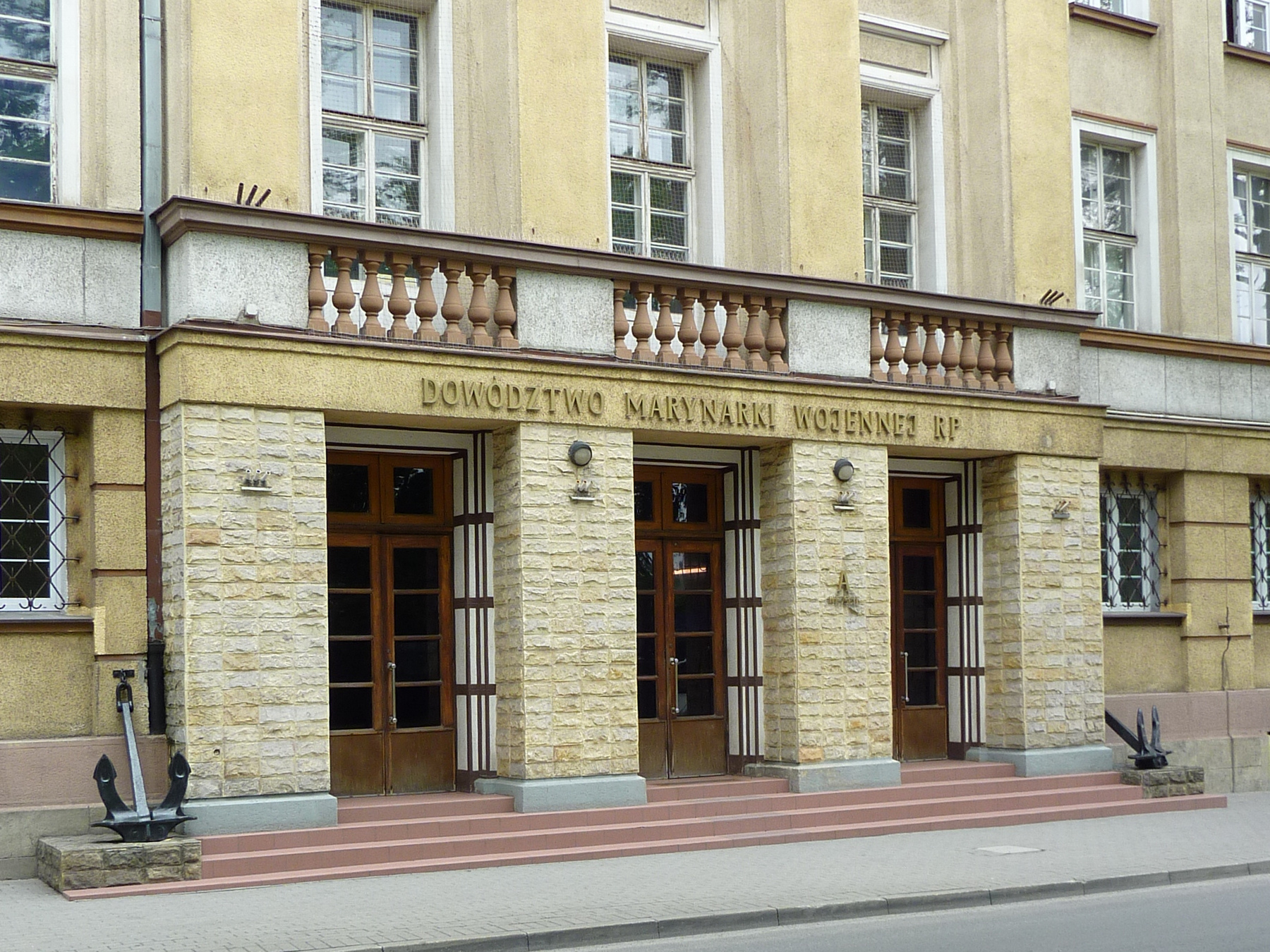
Wejście do budynku Dowództwa Marynarki Wojennej w Gdyni

Dowództwo Marynarki Wojennej – komórka organizacyjna Marynarki Wojennej, będąca organem podległym Dowódcy Marynarki Wojennej, za pomocą której Dowódca realizuje powierzone mu zadania. Zlikwidowane z dniem 1 stycznia 2014 roku.

## Historia
Pierwszą polską instytucją zajmującą się sprawami morskimi była Komisja Morska, utworzona w 1568 przez króla Zygmunta II Augusta. Jej działalność dotyczyła spraw związanych z całą gospodarką morską, a jednym z głównych obowiązków był nadzór nad powstającą flotą kaperską. W węższym zakresie działała od 1625 Komisja Okrętów Królewskich, która powstała na wzór poprzedniczki. Została powołana przez króla Zygmunta III Wazę i sprawowała kontrolę nad zawodowymi siłami morskimi. Podobnie jak Komisja Morska wyznaczała admirała floty wojennej, ale nie miała wpływu na bezpośrednie dowodzenie działaniami na morzu.
Podczas powstania styczniowego planowano utworzyć marynarkę wojenną. Jej dowodzeniem miała się zająć Organizacja Główna Narodowych Sił Morskich, która powstała w 1863 przy Rządzie Narodowym. Po upadku powstania na Ukrainie w 1864 zaniechano planów budowy floty wojennej.
28 listopada 1918 Naczelnik Państwa Józef Piłsudski wydał dekret o powołaniu Marynarki Wojennej (MW). Jednocześnie przy Ministerstwie Spraw Wojskowych (MSWojsk) w Warszawie utworzono organ kierowniczy floty wojennej i handlowej – Sekcję Marynarki. Decyzją Rady Ministrów 2 maja 1919 Sekcję Marynarki przekształcono w Departament dla Spraw Morskich (DSM), składający się z następujących Sekcji: Organizacyjnej, Ekonomicznej, Personalno-Szkolnej, Technicznej, Gospodarczej, Prawnej i Sanitarnej. Z dniem 1 stycznia 1922 wprowadzono pokojową organizację Marynarki Wojennej. W związku z tym rozwiązano DSM, a jego miejsce w strukturze MSWojsk zajęło Kierownictwo Marynarki Wojennej (KMW). Składało się ze Sztabu, Szefostw i Biur, które podzielone były na wydziały i referaty. W 1932 Szefostwa zreorganizowano w Pion Służb, który podlegał zastępcy szefa KMW.
Podczas kampanii wrześniowej podjęto decyzję o ewakuacji KMW z Warszawy. Po przybyciu do Pińska 12 września 1939 grupa ewakuacyjna podzieliła się. Większa część stanu osobowego, która udała się pociągiem do Brodów została aresztowana przez Armię Czerwoną, a następnie zamordowana w Katyniu. Pozostali oficerowie przedarli się przez Bukareszt do Paryża, następnie Londynu.
11 października 1939 premier gen. dyw. Władysław Sikorski rozkazał odtworzyć MW w ramach Polskich Sił Zbrojnych na Zachodzie. KMW utworzono z oficerów, którym udało się przedostać przez Rumunię do Francji. Początkowo KMW w Paryżu składało się z Wydziału Marynarki Wojennej i Wydziału Marynarki Handlowej. Po przeniesieniu do Londynu na początku 1940 w KMW istniały następujące Referaty: Organizacyjno-Wyszkoleniowy, Personalny, Techniczny i Zaopatrzenia Materiałowego oraz Budżetowo-Finansowy i Marynarki Handlowej. Od 1941 zwierzchnictwo nad komórkami organizacyjnymi KMW było podzielone pomiędzy zastępcę szefa KMW – referaty planowania, szefa Sztabu KMW – referaty operacyjno-organizacyjne oraz szefa Administracji MW – referaty techniczne, zaopatrzenia i finansowe. Ostatnia reorganizacja KMW miała miejsce w 1945, kiedy kompetencje zastępcy szefa przejął I zastępca szefa, a szefa Sztabu II zastępca szefa. Równocześnie utworzono Inspektorat Wyszkolenia. 15 marca 1947, na dwa tygodnie przed rozformowaniem Polskiej Marynarki Wojennej na Zachodzie, rozwiązano KMW, a obowiązki szefa KMW przejęli częściowo zastępca inspektora generalnego Polskiego Korpusu Przysposobienia i Rozmieszczenia do Spraw Personelu Marynarki Wojennej oraz przewodniczący Komisji Likwidacyjnej Marynarki Wojennej.
Po II wojnie światowej na wyzwolonym polskim Wybrzeżu przystąpiono do organizacji Marynarki Wojennej wraz z jej organami kierowniczymi. 7 lipca 1945 naczelny dowódca Wojska Polskiego marsz. Polski Michał Rola-Żymierski rozkazał do końca tego miesiąca utworzyć w Gdyni Dowództwo Marynarki Wojennej (DMW) w składzie: Sztab Główny, Zarząd Polityczno-Wychowawczy i Główny Port. Jednocześnie przystąpiono do organizowania komórek kierowniczych poszczególnych rodzajów wojsk. W lipcu 1947 w miejsce Głównego Portu sformowano Kierownictwo Administracyjno-Techniczne, które od 1968 istniało jako Szefostwo Służb Technicznych i Zaopatrzenia. W kolejnych latach Zarząd Polityczno-Wychowawczy został przemianowany na Zarząd Polityczny. Ostatecznie DMW w ramach Ludowego Wojska Polskiego było podzielone na Sztab Główny, Szefostwo Służb Technicznych i Uzbrojenia, Zarząd Szkolenia Morskiego, Zarząd Polityczny oraz samodzielne szefostwa rodzajów wojsk. W 1990 Sztab Główny został pozbawiony przymiotnika "główny", a Zarząd Wychowawczy (powstały z Zarządu Politycznego) rozwiązany. Kolejna reorganizacja miała miejsce w połowie 1994, kiedy to w ramach DMW utworzono nowe piony podległe szefowi Szkolenia (poprzednio zastępca dowódcy ds. liniowych) oraz szefowi Logistyki (poprzednio zastępca dowódcy ds. techniki i zaopatrzenia). Rozwiązano także niezależne szefostwa rodzajów wojsk, a ich kompetencje podzielono pomiędzy Sztab, Szkolenie i Logistykę. Od 2000 te 3 piony są zorganizowane w zreformowany szereg zarządów (szefostw), oddziałów i wydziałów, których powstanie związane było z dostosowaniem DMW do struktur NATO. W 2002 z wydzielonych komórek Sztabu oraz Logistyki utworzono Centrum Operacji Morskich – Dowództwo Komponentu Morskiego (COM-DKM), jednostkę wojskową dowodzenia taktycznego. W 2008 zlikwidowano Pion Logistyki w związku z powstaniem Inspektoratu Wsparcia Sił Zbrojnych.
Z dniem 1 stycznia 2014 r. Dowództwo Marynarki Wojennej uległo likwidacji, na podstawie art. 11 ustawy o zmianie ustawy o urzędzie Ministra Obrony Narodowej oraz niektórych innych ustaw. Jego zadania przejęło i następcą prawnym jest Dowództwo Generalne Rodzajów Sił Zbrojnych. W jego strukturze utworzono Inspektorat Marynarki Wojennej, który zajmuje się sprawami szkolenia (Zarząd Morski) i uzbrojenia (Zarząd Techniki). W Gdyni pozostało Centrum Operacji Morskich – Dowództwo Komponentu Morskiego, podległe Dowódcy Operacyjnemu Rodzajów Sił Zbrojnych.

## Organizacja i zadania
Dowództwo Marynarki Wojennej zajmowało się dowodzeniem, planowaniem oraz zabezpieczeniem na rzecz jednostek wojskowych morskiego rodzaju Sił Zbrojnych. Składało się z szeregu komórek organizacyjnych podległych dowódcy Marynarki Wojennej przez szefów Sztabu i Szkolenia. W skład Dowództwa Marynarki Wojennej wchodziły także mniejsze jednostki organizacyjne podporządkowane bezpośrednio dowódcy Marynarki Wojennej, a odpowiedzialne za ratownictwo morskie, finanse, służbę zdrowia oraz sprawy prawne i personalne.
- Dowódca Marynarki Wojennej – wakat

Sztab

Proporzec szefa Sztabu MW

Sztab Marynarki Wojennej to pion planistyczno-organizacyjny. Odpowiedzialny za działalność operacyjną Marynarki Wojennej. Odpowiedzialny także za planowanie działań sił Marynarki Wojennej oraz ich zabezpieczenie od strony organizacyjnej. Jego poszczególne organy zajmują się planowaniem operacyjnym, rozpoznaniem, zabezpieczeniem dowodzenia i łączności oraz sprawami organizacyjnymi.
- szef Sztabu – zastępca dowódcy – wakat
- zastępca szefa Sztabu – wakat

Pion Szkolenia

Pion Szkolenia Marynarki Wojennej to komórka szkoleniowo-kontrolna. Przeznaczona przede wszystkim do prowadzenia szkolenia dowództw i jednostek wojskowych. Zajmuje się również sprawami kontrolnymi oraz procesem szkolenia kadr. W jego skład wchodzą jednostki organizacyjne odpowiedzialne za szkolenie morskie, specjalistyczne i ogólne. Zawiera także komórki sprawujące nadzór nad poszczególnymi rodzajami wojsk lądowych i powietrznych.
- szef Szkolenia – wakat
- szef Szkolenia Morskiego-zastępca szefa Szkolenia MW – wakat

## Dowódcy Marynarki Wojennej

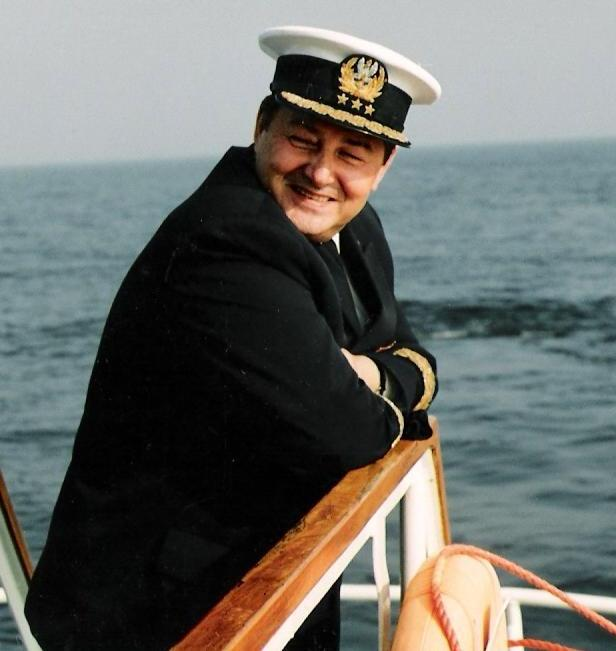
adm. floty Ryszard Łukasik

### II Rzeczpospolita
szefowie Sekcji Marynarki (1918-1919)
- płk mar. Bogumił Nowotny (28 listopada 1918 – 11 marca 1919)
- p.o. kpt. mar. Stefan Frankowski (11 marca 1919 – 20 marca 1919)
- gen. ppor. mar. Kazimierz Porębski (20 marca 1919 – 2 maja 1919)

szef Departamentu dla Spraw Morskich (1919-1922)
- kontradm. Kazimierz Porębski (2 maja 1919 – 1 stycznia 1922)

szefowie Kierownictwa Marynarki Wojennej (1922-1947)
- wiceadm. Kazimierz Porębski (1 stycznia 1922 – 19 maja 1925)
- wiceadm. Jerzy Świrski (19 maja 1925 – 15 marca 1947)

### Polska Ludowa i PRL
dowódcy Marynarki Wojennej (1945-1989)
- cz.p.o. kmdr Iwan Szylingowski[3] (7 lipca 1945 – 21 sierpnia 1945)
- kontradm. Nikołaj Abramow[3] (21 sierpnia 1945 – 15 grudnia 1945)
- cz.p.o. kontradm. Adam Mohuczy (15 grudnia 1945 – 14 lutego 1947)
- kontradm. Włodzimierz Steyer (26 lutego 1947 – 7 lipca 1950)
- cz.p.o. kontradm. Iwan Szylingowski[3] (8 lipca 1950 – 10 września 1950)
- wiceadm. Wiktor Czerokow[3] (11 września 1950 – 31 marca 1953)
- kontradm. Aleksandr Winogradow[3] (31 marca 1953 – 2 marca 1955)
- kontradm. Zdzisław Studziński (3 marca 1955 – 11 października 1956)
- cz. p.o. kontradm. Jan Wiśniewski (12 października 1956 – 8 września 1958)
- wiceadm. Zdzisław Studziński (8 września 1958 – 19 listopada 1969)
- adm. Ludwik Janczyszyn (19 listopada 1969 – 13 lutego 1986)
- wiceadm. Piotr Kołodziejczyk (13 lutego 1986 – 26 grudnia 1989)

### III Rzeczpospolita
dowódcy Marynarki Wojennej
- adm. Romuald Waga (26 grudnia 1989 – 28 lutego 1996)
- adm. floty Ryszard Łukasik (28 lutego 1996 – 1 października 2003)
- adm. floty Roman Krzyżelewski (1 października 2003 – 11 listopada 2007)
- adm. floty Andrzej Karweta (11 listopada 2007 – 10 kwietnia 2010)
- p.o. wiceadm. Waldemar Głuszko (10 kwietnia 2010 – 25 czerwca 2010)[4]
- adm. floty Tomasz Mathea (25 czerwca 2010 – 31 grudnia 2013)[5][6][7]

Inspektorzy Marynarki Wojennej
- wiceadm. Ryszard Demczuk (1 stycznia 2014 - 31 października 2014)
- wiceadm. Marian Ambroziak (1 listopada 2014 - 4 marca 2016)
- kontradm. Mirosław Mordel (7 marca 2016 - 19 czerwca 2018)
- wiceadm. Jarosław Ziemiański (19 czerwca 2018 - nadal)

## Jednostki wojskowe
Jednostki wojskowe podległe dowódcy Marynarki Wojennej:
- Centrum Operacji Morskich (od 1 lipca 2013: Centrum Operacji Morskich – Dowództwo Komponentu Morskiego)[2]
- 3 Flotylla Okrętów
- 8 Flotylla Obrony Wybrzeża
- Brygada Lotnictwa Marynarki Wojennej
- Akademia Marynarki Wojennej
- przez dowódcę Centrum Operacji Morskich – dowódcę Komponentu Morskiego:
  - Biuro Hydrograficzne Marynarki Wojennej
  - dywizjon Zabezpieczenia Hydrograficznego
- przez szefa Sztabu:
  - 6 Ośrodek Radioelektroniczny
  - Zespół Informatyki Marynarki Wojennej
- przez szefa Szkolenia:
  - Centrum Szkolenia Marynarki Wojennej
  - Szkoła Podoficerska Marynarki Wojennej
  - Ośrodek Szkolenia Nurków i Płetwonurków Wojska Polskiego
  - Ośrodek Szkolenia Żeglarskiego Marynarki Wojennej

## Struktury organizacyjne

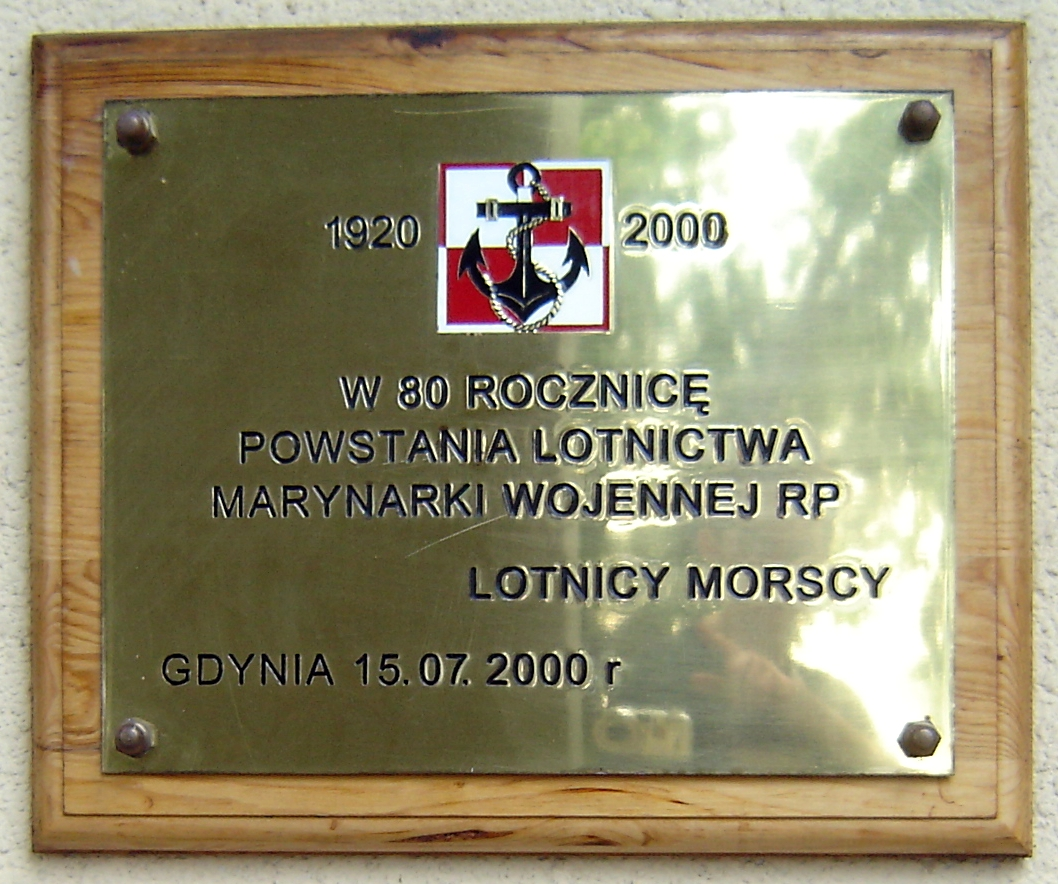
Tablica na budynku Dowództwa Marynarki Wojennej upamiętniająca powstanie lotnictwa morskiego

### Departament dla Spraw Morskich (1919)
- szef Departamentu dla Spraw Morskich
  - zastępca szefa
  - szef Sekcji Organizacyjnej
    - kierownik Wydziału Operacyjnego
    - kierownik Wydziału Organizacyjnego
    - kierownik Wydziału Zagranicznego

  - szef Sekcji Ekonomicznej
  - szef Sekcji Personalno-Szkolnej
    - kierownik Wydziału Personalnego
    - kierownik Wydziału Szkoleniowego

  - szef Sekcji Technicznej
  - szef Sekcji Gospodarczej
    - kierownik Wydziału Zaopatrzenia
    - kierownik Wydziału Obrachunkowego

  - szef Sekcji Prawnej
  - szef Sekcji Sanitarnej
  - adiutant szefa

### Kierownictwo Marynarki Wojennej (1939)
- szef Kierownictwa Marynarki Wojennej
  - szef Sztabu
    - szef Oddziału Organizacyjnego
    - szef Oddziału Planowania
    - szef Wydziału Personalnego
    - szef Wydziału Ogólnego
    - kierownik Biura Sygnałowego

  - szef Służb – zastępca szefa
    - szef Szefostwa Służby Technicznej
    - szef Szefostwa Służby Intendentury
    - szef Szefostwa Służby Łączności
    - szef Szefostwa Artylerii i Służby Uzbrojenia
    - szef Szefostwa Broni Podwodnej
    - szef Szefostwa Lotnictwa
    - szef Szefostwa Sanitarnego
    - szef Szefostwa Budownictwa

  - kierownik Biura Hydrograficznego
  - kierownik Biura Zaopatrzenia
  - kierownik Biura Wydawniczo-Oświatowego
  - kierownik Administracji Pieniężnej
  - kierownik Kancelarii Głównej
  - oficer flagowy szefa

### Kierownictwo Marynarki Wojennej (1945)
Kierownictwo Marynarki Wojennej (ang. Polish Naval Headquarters) 51. New Cavendish Street, Londyn W.1.

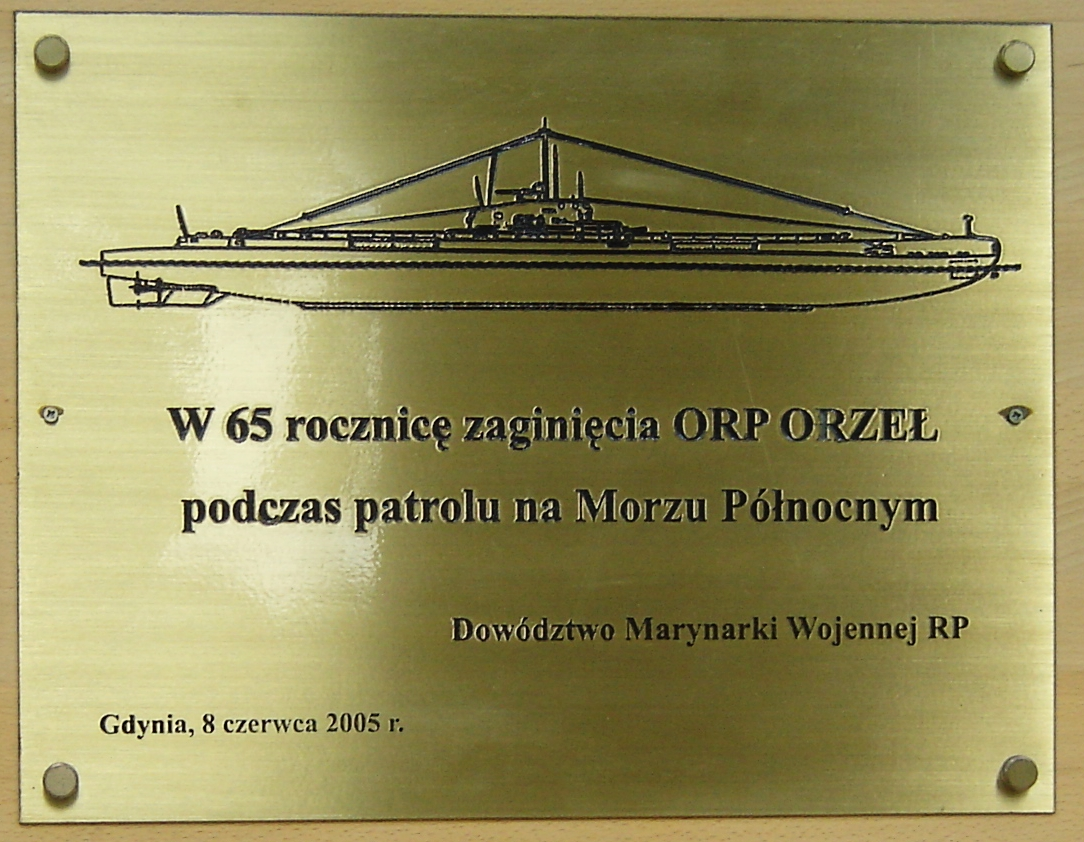
Tablica na budynku Dowództwa Marynarki Wojennej upamiętniająca zatonięcie ORP "Orzeł"

- szef Kierownictwa Marynarki Wojennej
  - I zastępca szefa
    - kierownik Referatu Organizacyjno-Wyszkoleniowego
    - kierownik Referatu Personalnego
    - kierownik Referatu do Spraw Wychowawczo-Oświatowych
    - kierownik Referatu Ogólnego
    - kierownik Wydziału Wywiadu Obronnego
    - kierownik Centrali Sygnałów
    - dowódca Oddziału Sztabowego
    - komendant Pomocniczej Morskiej Służby Kobiet
    - kierownik Pomocniczego Urzędu do Spraw Oficerów
    - kierownik Kancelarii

  - II zastępca szefa
    - kierownik Referatu Informacji Zewnętrznej
    - kierownik Biura Planowania
    - kierownik Biura Sygnałowego
    - oficer łącznikowy przy Sztabie Naczelnego Wodza Sił Zbrojnych

  - szef Administracji
    - kierownik Referatu Technicznego i Uzbrojenia
    - kierownik Referatu Finansowego
    - kierownik Referatu Intendenckiego Zaopatrzenia Materiałowego
    - kierownik Referatu Cenzury Rachunkowej
    - kierownik Referatu Opieki
    - dowódca Oddziału Gospodarczego
    - szef Służby Zdrowia

  - inspektor Wyszkolenia
    - kierownik Biura Studiów
    - oficer do zleceń

  - oficer sztabowy do zleceń szefa
  - oficer flagowy szefa

### Dowództwo Marynarki Wojennej (1986)
- dowódca Marynarki Wojennej
  - szef Sztabu – I zastępca dowódcy
    - zastępca szefa ds. operacyjnych
    - zastępca szefa ds. organizacyjno-mobilizacyjnych
    - szef Oddziału Personalnego
    - szef Oddziału Rozpoznania
    - szef Oddziału Operacyjnego
    - szef Oddziału Organizacyjnego
    - szef Oddziału Mobilizacji i Uzupełnień

  - szef Służb Technicznych i Zaopatrzenia – zastępca dowódcy ds. techniki i zaopatrzenia
    - zastępca szefa ds. technicznych
    - zastępca szefa ds. zaopatrzenia
    - szef Sztabu
    - szef Szefostwa Służby Techniczno-Okrętowej
    - szef Szefostwa Służby Materiałów Pędnych i Smarów
    - szef Szefostwa Służby Komunikacji
    - szef Szefostwa Służby Mundurowej
    - szef Szefostwa Służby Żywnościowej
    - szef Szefostwa Służby Zdrowia

  - zastępca dowódcy ds. liniowych
    - szef Zarządu Szkolenia Morskiego

  - zastępca dowódcy ds. politycznych
    - szef Zarządu Politycznego

  - szef Szefostwa Lotnictwa
  - szef Szefostwa Wojsk Obrony Przeciwlotniczej
  - szef Szefostwa Wojsk Łączności i Obserwacji
  - szef Szefostwa Wojsk Chemicznych
  - szef Szefostwa Wojsk Inżynieryjnych
  - szef Szefostwa Ratownictwa Morskiego
  - szef Szefostwa Hydrografii
  - szef Szefostwa Finansów

### Dowództwo Marynarki Wojennej (2005)
- dowódca Marynarki Wojennej
  - zastępca dowódcy
  - szef Sztabu
    - zastępca szefa

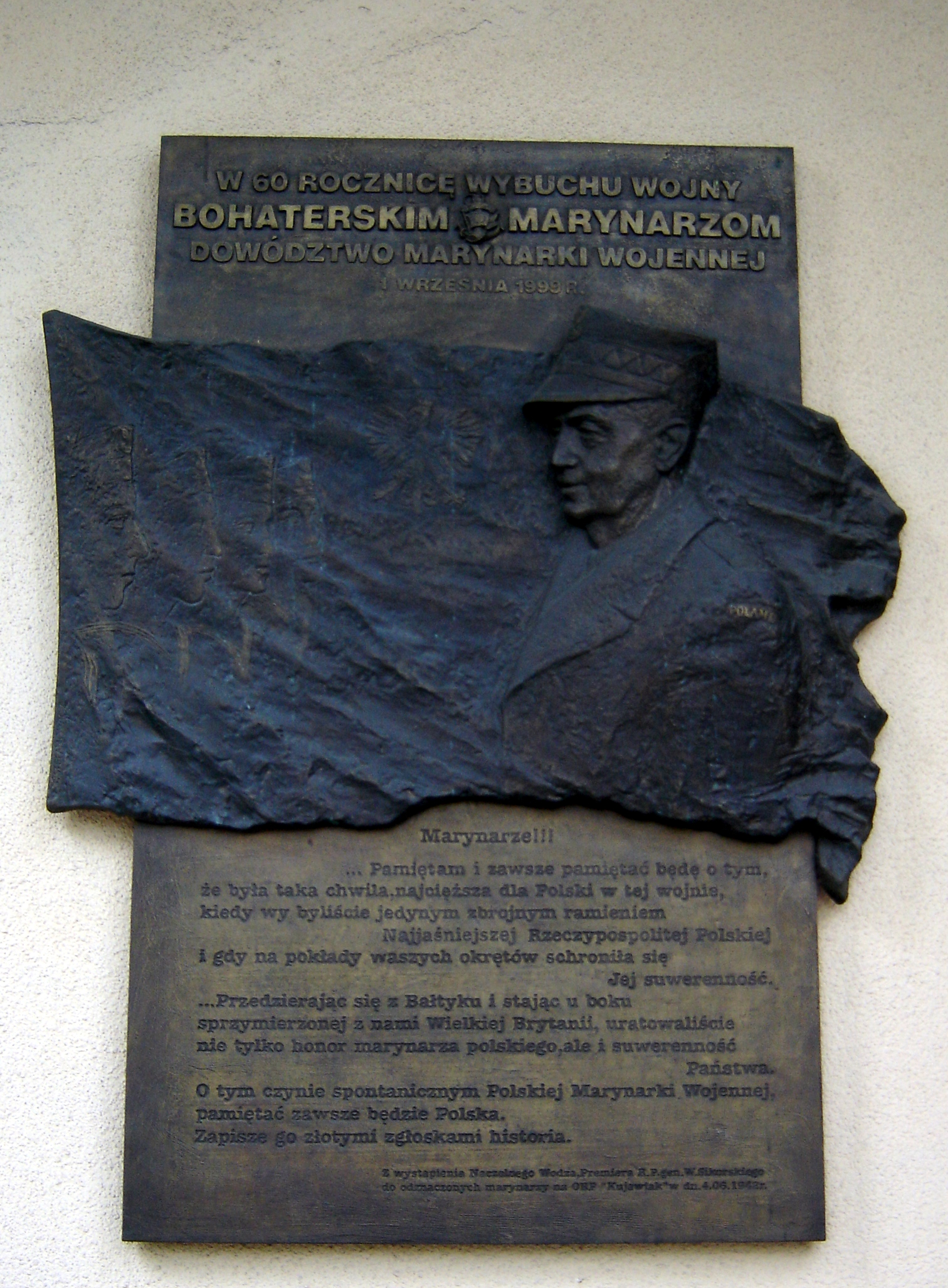
Tablica na budynku Dowództwa Marynarki Wojennej upamiętniająca wystąpienie gen. Władysława Sikorskiego do załogi ORP "Krakowiak"

    - szef Zarządu Zasobów Osobowych N-1
    - szef Zarządu Rozpoznania i Walki Radioelektronicznej N-2
    - szef Zarządu Operacji Morskich N-3
    - szef Zarządu Planowania Obronnego i Rozwoju N-5
    - szef Zarządu Dowodzenia i Łączności N-6

  - szef Szkolenia
    - szef Szefostwa Szkolenia Morskiego – zastępca szefa
    - szef Szefostwa Inżynierii Morskiej
    - szef Szefostwa Wojsk Obrony Przeciwlotniczej
    - szef Szefostwa Wojsk Obrony Przeciwchemicznej
    - szef Oddziału Lotnictwa
    - szef Oddziału Szkolenia Specjalistycznego
    - szef Wydziału Szkolenia Ogólnowojskowego i Wychowania Fizycznego

  - szef Logistyki
    - szef Szefostwa Planowania Logistycznego N-4 – zastępca szefa
    - szef Szefostwa Budowy i Eksploatacji Okrętów
    - szef Szefostwa Służb Materiałowych
    - szef Szefostwa Techniki Morskiej i Lotniczej
    - szef Oddziału Infrastruktury Wojskowej i Ochrony Środowiska

  - szef Szefostwa Ratownictwa Morskiego
  - szef Szefostwa Finansów
  - szef Szefostwa Służby Zdrowia
  - szef Oddziału Personalnego
  - szef Oddziału Prawnego
  - szef Oddziału Społeczno-Wychowawczego
  - szef Sekretariatu dowódcy
  - pełnomocnik dowódcy ds. informacji niejawnych

### Dowództwo Marynarki Wojennej (2008)
- dowódca Marynarki Wojennej
  - szef Sztabu – zastępca dowódcy
    - zastępca szefa
    - szef Zarządu Zasobów Osobowych N-1
    - szef Zarządu Rozpoznania i Walki Elektronicznej N-2
    - szef Zarządu Operacji Morskich N-3
    - szef Zarządu Planowania Logistycznego N-4
    - szef Zarządu Planowania Obronnego i Rozwoju N-5
    - szef Zarządu Dowodzenia i Łączności N-6

  - szef Szkolenia
    - szef Szefostwa Szkolenia Morskiego – zastępca szefa
    - szef Szefostwa Inżynierii Morskiej
    - szef Szefostwa Wojsk Obrony Przeciwlotniczej
    - szef Szefostwa Wojsk Obrony Przeciwchemicznej
    - szef Oddziału Lotnictwa
    - szef Oddziału Szkolenia Specjalistycznego
    - szef Wydziału Szkolenia Ogólnowojskowego i Wychowania Fizycznego

  - szef Szefostwa Ratownictwa Morskiego
  - szef Szefostwa Służby Zdrowia
  - szef Oddziału Ekonomiczno-Finansowego
  - szef Oddziału Prawnego
  - szef Oddziału Wychowawczego
  - szef Sekretariatu Dowódcy
  - główny specjalista
  - starszy inspektor awarii okrętowych
  - starszy inspektor bezpieczeństwa lotów
  - pełnomocnik dowódcy ds. informacji niejawnych
  - dziekan Korpusu Oficerów